# 亚历山德罗-涅夫斯基
亚历山德罗-涅夫斯基（羅馬化：Aleksandro-Nevskiy）是俄罗斯梁赞州亚历山德罗-涅夫斯基区的行政中心、该区规模最大聚居地，同时也是该区唯一一座市级镇。地处梁赞州南部，位于伏尔加河流域拉诺瓦河一支流胡普塔河（Хупта）河畔，在州府梁赞东南方。靠近梁赞州与利佩茨克州、坦波夫州的州界。
镇内设有同名铁路车站，位于里亚日斯克－博戈亚夫连斯克站（位于坦波夫州的五一镇）路线上。
该地2022年人口有3,438人；2010年人口4,013；2002年人口4,133；1989年人口4,447。